# 岩佐勝重
岩佐 勝重（いわさ かつしげ、慶長18年（1613年）? – 寛文13年2月20日（1673年4月7日））は、江戸時代初期の絵師。岩佐又兵衛（勝以）の嫡男。通称は源兵衛。岩佐以重の父。

## 来歴
岩佐又兵衛勝以の嫡男として福井の新屋舗町に生まれたといわれる。父に絵を学び、寛永14年（1637年）2月に父勝以が江戸へ発った後も福井藩に残り、17石を扶持され藩のお抱え絵師として絵事御用に従った。同藩の狩野派の御用絵師狩野元昭（了海、西本願寺の障壁画で知られる渡辺了慶の孫）は家禄200石であり扱いに格段の差はあるが、父以来岩佐派が福井ゆかりの流派でその長年の功績が認められた成果といえよう。
寛文9年（1669年）4月15日、福井の大火によって焼失した福井城が翌寛文10年（1670年）に再建された折に、鶴の間の襖絵として杉戸に金碧の「群鶴図」を描いた。「群鶴図屏風」（福井県立美術館所蔵）と「鶴・平家物語屏風」（個人蔵、どちらも紙本金地著色）は、この襖絵の遺品と見られる。さらに『越前人物誌』にはこの時の制作にかかる費用の見積書の写しが掲載されており、この時代の絵事御用の経費の算出法が分かる点で貴重な資料である。
代表作には「群鶴図」の他に「職人尽図屏風」（鎌倉国宝館所蔵）、「歌仙図屏風」（福井県立美術館所蔵、紙本著色六曲一隻）、「仁王図」、「柿本人麿図」（東京国立博物館所蔵）などがある。「柿本人麿図」を見ると画風は勝以そのままで、良く家法をうけていることがわかる。彩色人物を得意とし、浮世絵風・狩野派風など各種の肉筆画、寛文美人図を残す。風俗画は父よりも多く残している。享年は71といわれる。墓所は福井市松本の興宗寺、法名は釋道栄信士。
勝重の子の以重（陽雲）も父同様、福井藩に仕えて絵事御用を務めていたが、貞享3年（1686年）に福井藩の領地が半減され、以重ら絵師も解雇、岩佐派は衰えた（福井藩士としては存続）。長谷川等伯の弟子長谷川等哲は弟ともいわれる（『岩佐家譜』）。